# Спартак (волейбольный клуб, Москва)
«Спартак» — российский волейбольный клуб из Москвы. Основан в 1935 году.
Одна из сильнейших команд страны в 1930—1940-е годы. Расформирована в 1961 году. Возрождена в 1991 году.

## История

### Советский период
Команда была основана в 1935 году при Союзе промкооперации и сразу же стала одной из сильнейших команд СССР. В первых трёх союзных первенствах неизменно выигрывала медали. В команде блистали сильнейший блокирующий того времени Валентин Филиппов, знаменитый связующий Владимир Щагин, блестящий защитник Дмитрий Ярочкин. «Спартак» впервые в практике волейбола тех лет стал применять групповой блок, игру строил по принципу «шесть в нападении, шесть в защите», выполняя неожиданные атаки с первой же передачи мяча к сетке. Введение новых тактических схем связано с работой тренера довоенных лет Григория Берлянда.
После Великой Отечественной войны команда постепенно начала сдавать позиции, нерегулярно участвуя в турнирах и занимая всё более низкие места — 5-е в 1945 году, 6-е в 1948, 8-е место в 1950 году. Тренерами команды в это время были Борис Анищенко и Александр Маментьев. В 1957—1960 году команда последний раз участвовала в соревнованиях и успеха не добилась, после чего была расформирована.

### Российский период
В 1991 году с возрождением спортобщества «Спартак» был возрождён и волейбольный клуб. История этой команды во многом повторила путь старого «Спартака» — успешное начало, игра в Суперлиге в начале 1990-х, а потом постепенное падение, вызванное недостаточным финансированием.
В 1993—1996 годах команда выступала под названием «Рассвет». В 1994 году по итогам финального турнира первой лиги, проходившего в Обнинске, заняла первое место и право играть в дивизионе сильнейших. В сезоне-1995/96 заняла 7-е место в Суперлиге, что является лучшим результатом клуба в российской истории. Однако в следующем чемпионате «Спартак» не смог одержать ни одной победы в матчах предварительного этапа Суперлиги и завершал сезон в высшей лиге.
В дальнейшем падение продолжилось, с 2002 года «Спартак» играл в первой лиге чемпионата России. 24 декабря 2010 года умер многолетний наставник «Спартака», заслуженный тренер России, знаменитый в прошлом волейболист Юрий Старунский. С сезона 2011/12 годов «Спартак» в связи с упразднением первой лиги выступал в высшей лиге «Б» — третьем эшелоне российского чемпионата. В начале 2015 года команда снялась с первенства из-за проблем с финансированием.

## Физкультурно-оздоровительный комплекс
До конца 2020 года планируется завершить строительство спортивно-оздоровительного комплекса с гостиницей, автостоянкой и инженерными коммуникациями «Спартак-Волейбол» в районе Ясенево. Он будет включать плавательные бассейны для взрослых и детей, спортзалы различного назначения, кафе, помещения администрации. На отведённой территории запланировано возвести 14-этажную гостиницу на 370 номеров, с подземным паркингом для 93 автомобилей. На открытой автомобильной стоянке предусмотрено 127 парковочных мест.

## Достижения
Чемпион СССР: 1940

Серебряный призёр чемпионата СССР: 1939

Бронзовый призёр чемпионата СССР: 1938

Чемпион Москвы: 1935—1941.

## Известные игроки
Валентин Филиппов, Владимир Щагин, Владимир Михейкин, Дмитрий Ярочкин, Анатолий Чинилин, Евгений Алексеев, Борис Адамов, Александр Маментьев, Дмитрий Рахитис, Семён Фейгин, В. Кулешов, А. Цуркан, Константин Рева, Семён Щербаков, Николай Герасимов, Марат Шаблыгин, Виктор Мальцман, Виктор Борщ.

## Арена
Спорткомплекс «Луч» (1-я Владимирская улица, 10б). Вмещает 1000 зрителей.